# Pavel Kohout

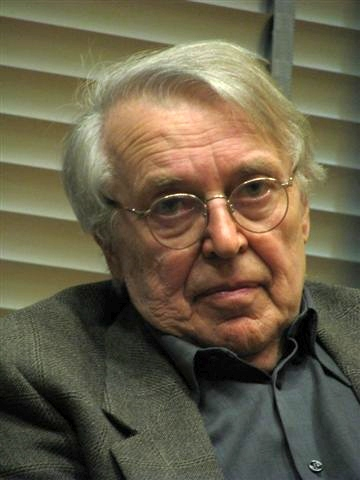
Pavel Kohout in Warschau, 12 maart 2008

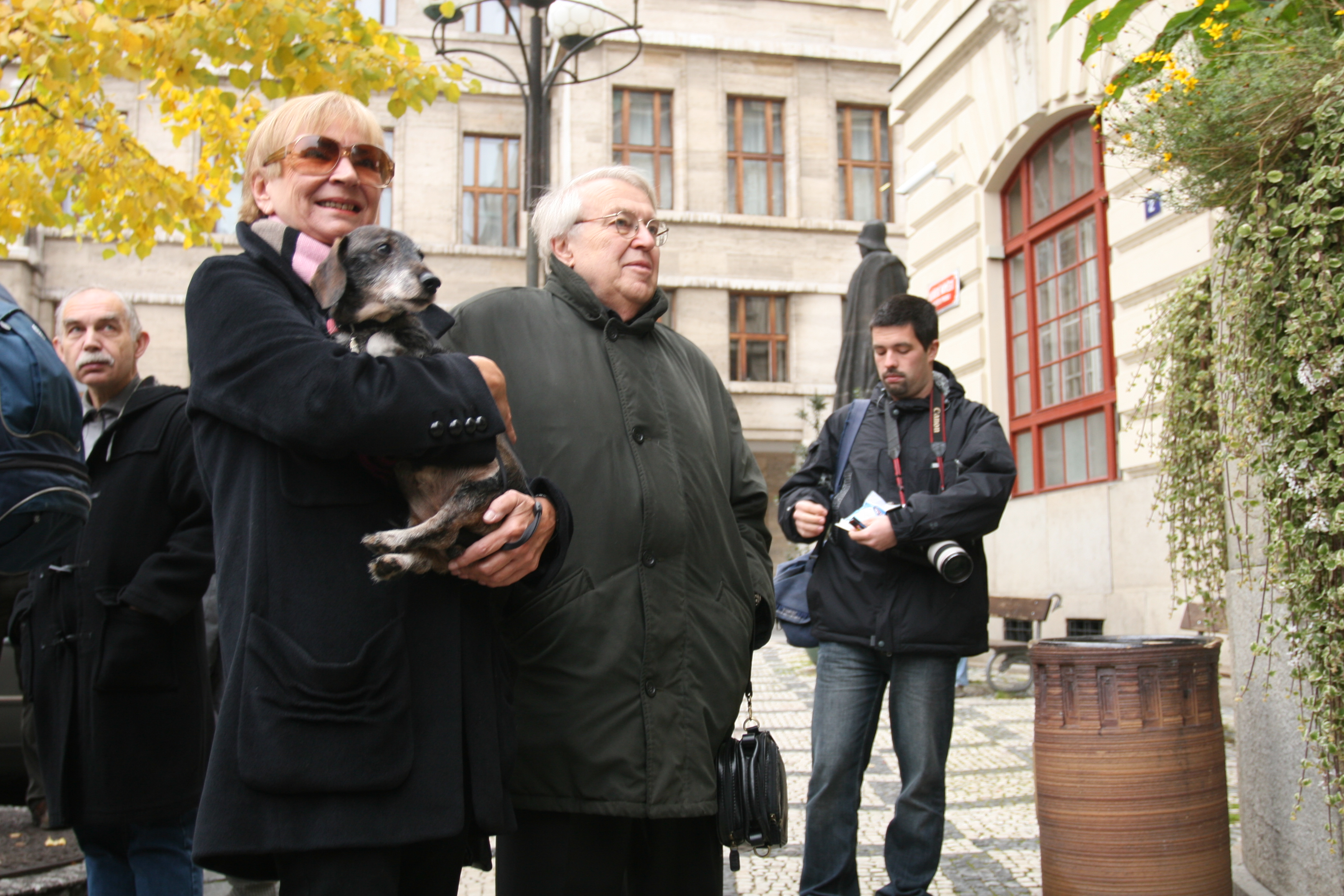
Kohout en zijn vrouw Jelena in Praag, 25 oktober 2007

Pavel Kohout (Praag, 20 juli 1928) is een Tsjechisch romanschrijver, toneelschrijver en dichter.

## Levensloop
Zijn vader nam deel aan de aanslag op de beruchte nazileider Heydrich ("de slager van Praag") in 1942, dus Kohout stamt uit een politiek zeer betrokken familie. Tijdens zijn studie filosofie aan de Karelsuniversiteit Praag werd hij gekozen in het centrale comité van de jeugdafdeling van de Communistische Partij van Tsjecho-Slowakije. Na zijn afstuderen in 1948 werd hij journalist. Hij bracht rond 1950 enige tijd door op de Tsjechische ambassade in Moskou als assistent van de culturele attaché. Tot 1952 was hij hoofdredacteur van het satirische tijdschrift Dikobraz (Het stekelvarken) en vervolgens redigeerde hij tot 1955 als dienstplichtige het weekblad Československý voják (De Tsjechoslowaakse soldaat). In 1956 ging hij werken bij de staatstelevisie. Daarnaast werd hij actief in het theater als regisseur.
In 1968 was hij als woordvoerder een vooraanstaande exponent van de Praagse Lente. Nadat die was neergeslagen werd hij als dissident aan beperkingen onderworpen en in 1969 uit de communistische partij verwijderd. Omdat hij met nog andere dissidente theatermakers uit het officiële toneelcircuit verbannen was, richtte hij het Woonkamertheater op om met de acteurs Pavel Landovský, Vlasta Chramostová, Vlastimil Třešňák en zijn dochter Tereza Boučková in Praagse woonkamers een aangepaste versie van Shakespeares Macbeth te brengen. Het stuk Dogg's Hamlet, Cahoot's Macbeth van de in Tsjechië geboren Britse toneelschrijver Tom Stoppard is op deze gebeurtenissen gebaseerd.
Kohout was mede-oprichter van de beweging Charta 77. Hij werd uitgewezen naar Oostenrijk en ging in 1978 werken in het Burgtheater in Wenen. De Tsjechoslowaakse nationaliteit werd in 1979 aan hem en zijn vrouw, de schrijfster Jelena Mašínová (1941), ontnomen. Vanaf 1980 zijn zij Oostenrijks staatsburger. Sinds de Fluwelen Revolutie van 1989 kunnen zij weer vrijuit in Tsjechië komen en publiceren. Zij wonen afwisselend in Praag en Wenen.

## Werk
Kohouts meest opmerkelijke stuk is het drama Arme Moordenaar, dat in 1973 in Düsseldorf in première ging en in 1976 in het Ethel Barrymore Theatre op Broadway in New York werd opgevoerd. Het stuk is gebaseerd op het korte verhaal Gedachte van Leonid Andrejev.
Enkele van zijn romans zijn:
- Z deníku kontrarevolucionáře – Uit het dagboek van een contrarevolutionair (1969)
- Bílá kniha o kauze Adam Juráček – Witboek in de zaak Adam Juráček, een absurde voorstelling van het leven onder een communistisch regime (1970)
- Nápadny svaté Kláry - De invallen van de heilige Klára (1971/1980)
- Katyňe – De vrouwelijke beul, een verhaal vol zwarte humor over uitvoerders van de doodstraf (1970)
- Kde je zakopán pes – Waar de hond begraven ligt (1987).
- Sněžím – Ik sneeuw, een post-communistisch verhaal over het vrijgeven van bespiedingsrapporten van communistische verklikkers en de gevolgen daarvan voor de verklikkers en hun slachtoffers (1992)
- Hvězdná hodina vrahů – De weduwendoder, een detectiveverhaal dat zich afspeelt tijdens de Tweede Wereldoorlog in het door Nazi's bezette Praag (1995)

## Secundaire literatuur
- Veronika Ambros: Pavel Kohout und die Metamorphosen des sozialistischen Realismus. Lang, New York, 1993. ISBN 0 8204 2015 8 (in het Duits)
- Pavel Kosatík: Fenomén Kohout Paseka, Praha, 2001. ISBN 80 7185 372 0 (biografie in het Tsjechisch)